# Rätselflug
Rätselflug war die deutsche Version der französischen Fernsehshow La Chasse aux trésors des damaligen Senders Antenne 2, bei der es darum ging, innerhalb einer bestimmten Zeit drei verschlüsselte Rätsel zu lösen, die zu jeweils einem von drei „Schätzen“ führten, welche von einem Außenreporter per Helikopter zu finden waren. Erfinder der Sendung war der französische Fernseh- und Radiojournalist Jacques Antoine.

## Inhalt
Ein Kandidatenpaar, jeweils ein Mann und eine Frau (meist ein Paar), hatte innerhalb von 45 Minuten drei Rätsel zu entschlüsseln. Dazu dirigierten sie ein Außenteam, bestehend aus Reporter, Kameramann (meist: Jean-Yves), Kamerahelfer (meist: Bruno; gelegentlich: Francis oder Serge) und Pilot, das mit einem Hubschrauber unterwegs war, zu dem sie keine visuelle Verbindung, sondern lediglich (mehr oder weniger guten) Funkkontakt hatten.
Die Rätseltexte wurden von der Expertin Elsa Manet, die auch in der französischen Version La chasse aux trésors mitwirkte, im Sendestudio von Antenne 2 in einem verschlossenen Briefumschlag an den Moderator Rudolf Rohlinger übergeben. Sobald dieser den Umschlag geöffnet hatte, lief die Zeit. Den Kandidaten standen zur Lösung der Aufgaben lediglich speziell zusammengestellte Landkarten, Bücher, Reiseführer und Prospekte zur Verfügung. Als Lohn erhielten sie 1000 DM für das erste, 2000 DM für das zweite und 3000 DM für das dritte Rätsel, also maximal 6000 Deutsche Mark insgesamt.

## Produktion
Die Sendung wurde verantwortlich vom Süddeutschen Rundfunk (SDR) und Bayerischen Rundfunk (BR) produziert. Das Schweizer Fernsehen (SF DRS) fungierte als Koproduzent, während die Télé Union Paris (TUP) die Lizenzrechte an der Sendereihe hatte und hat. Geplant waren zunächst 13 Folgen, wobei die Aufgaben, Schauplätze, Kameraleute und Piloten größtenteils vom französischen Original seitens Antenne 2 übernommen wurden.
Aus technischen Gründen wurde die Sendung zwar unter „Live-Bedingungen“ produziert, dennoch allerdings komplett aufgezeichnet, weil die Realisierung alles andere als unkompliziert war. Aus diesem Grund wurde das Format kostengünstig von den Pariser Kollegen von „Antenne 2“ übernommen und alle 13 Folgen parallel in Deutsch und in Französisch produziert. Dazu gehörten auch der Vorspann, der Abspann sowie die Studioeinrichtung des französischen Originals. Die Studioaufnahmen und die Bilder des Außenteams wurden dann nachträglich zur fertigen Sendung zusammenmontiert.
Der Kameramann des Außenteams bzw. dessen Kameraassistent führte dazu einen tragbaren Videorekorder mit sich, auf dem die Bilder festgehalten wurden, die nie live ins Studio übertragen wurden. Zusätzlich war in die jeweilige Region jeweils eine Telefonverbindung aufgebaut, wobei dann zumeist über ein tragbares Duplex-UKW-Funksystem das Signal aus dem Studio in Paris an den Reporter vor Ort und umgekehrt übermittelt wurde. Doch gerade zu den außereuropäischen Zielen brachen die Sprechverbindungen immer wieder gänzlich ab, so dass die Aufzeichnungen unterbrochen und teils erst am nächsten Tag wieder aufgenommen wurden.
Der jeweilige Außenreporter und sein Team legten die großen Entfernungen generell mit dem Hubschrauber zurück. Da man aber nicht immer direkt am Zielort landen konnte, mussten oft mehrere hundert Meter zu Fuß zurückgelegt werden. Daher war vom Außenteam sportliche Fitness erforderlich und der Reporter stets mit einem roten Overall bekleidet. In den meisten Fällen stiegen Kameramann und dessen Helfer ebenfalls mit aus und legten die erforderlichen Strecken zu Fuß zurück. Doch je nach Schwierigkeit des Geländes blieben diese mit ihrer schweren Ausrüstung auch gelegentlich im Hubschrauber und filmten die Szenen mit den Aktionen des Außenreporters von der Luft aus.
Die „Schätze“ selbst waren eigens vor Spielaufnahme durch die Redaktion platzierte Gegenstände oder Auftragsarbeiten vor Ort. Wesentlich geprägt wurden die Folgen dadurch, dass es damals noch keine Satellitentechnik gab, mittels derer das ganze Spielgeschehen hätte vereinfacht werden können, was der Sendung andererseits aber auch den Reiz genommen hätte. Daher bestand ein Großteil der einzelnen Sendungen daraus, die Außenreporter Günther Jauch und Bernhard Russi, die abwechselnd zum Einsatz kamen, zu fragen, wo sie gerade sind und was sie sehen oder machen.

## Kritik
In Deutschland wurde das Format so schlecht aufgenommen, dass es zum Gegenstand von offenem Spott – „Rätselflugangst“ – und nach den 13 geplanten sowie produzierten Sendungen wieder eingestellt wurde. So begeisterten sich die Befürworter des Formates für eine seinerzeit actionreiche Unterhaltungsshow, die Gegner indes forderten, den Hubschrauberpiloten die Fluglizenz zu entziehen, weil sie teilweise gegen die jeweils geltenden Luftsicherheitsbestimmungen verstoßen hatten.
Ebenso äußerten auch einige Kandidaten Kritik an der Sendung, weil sie manche Aufgabenstellungen zum Auffinden der insgesamt drei gesuchten „Schätze“ innerhalb der vorgegebenen 45 Minuten im teils sehr groß dimensionierten Suchgebiet für nahezu unmöglich hielten. Tatsächlich waren einige „Schatzstätten“ so weit von einem möglichen Hubschrauber-Landeplatz entfernt, dass die Außenreporter und Kameraleute sehr weite Wege zu Fuß oder beispielsweise gar per Pferd zurücklegen mussten, um diese in einer angemessenen Zeit überhaupt zu erreichen.

## Folgen
Die Beschreibungen der Inhalte einzelner Sendungen enthalten die Namen der Kandidaten sowie deren Herkunft zum Produktionszeitpunkt. Ebenso die Rätseltexte und wo die Schätze zu finden waren sowie worum es sich dabei handelte. Auch die Stoppuhrzeiten sind erwähnt und dementsprechend, ob das Kandidatenpaar alle Rätsel lösen konnte. Die Reihenfolge der einzelnen Folgen basiert auf jener der ARD-Erstausstrahlung, wobei einige Sendungen nicht unbedingt berücksichtigt sind, weil diese in den jeweiligen ARD-Archiven offenbar verschollen sind. (Die Rechtschreibung der Rätseltexte orientiert sich übrigens an jener, wie sie seinerzeit in den einzelnen Sendungen verwendet wurde!)

### Folge 01: Füssen
Das Suchgebiet befand sich rund um Füssen in Bayern. Pilot des Helikopters vom Typ Aerospatiale AS 350 Ecureuil war Günther Braun († 1993), Reporter an Bord war Günther Jauch. Die Kandidaten waren Monika und Franz Meier aus Dornach bei Basel. Innerhalb der vorgegebenen Zeit von 45 Minuten wurden alle drei Rätsel gelöst.
| Rätseltext | Rätseltext | Lösung & Schatz |
| #1         | „Durchqueren Sie die Grotte, die keine ist, danach finden Sie an dem Ort, an dem der Sitz meiner Macht sein sollte, das Symbol meiner Familie.“ – Unterschrift: Ludwig | Gesucht war König Ludwig II., der eine künstliche Grotte in seinem Schloss Neuschwanstein errichten ließ, durch die man zum Thronsaal gelangte. Dort war als Familiensymbol ein kleiner Porzellanschwan platziert, der den gesuchten Schatz darstellte. (Die Restspielzeit wurde bei 29:28 angehalten.)            |
| #2         | „Da wo ich nur im Sommer wohnte, ließ ich meinen Ring genau unter dem höchsten Balkon, auf dem man nicht stehen kann, fallen.“ – Unterschrift: Bischof von Augsburg    | Gesucht war die Sommerresidenz der Fürstbischöfe von Augsburg im Hohen Schloss Füssen. Unter dem aufgemalten Erker des dortigen „Storchenturms“ war in der Böschung am Fundament ein Ring versteckt, welcher der gesuchte Schatz war. (Die Restspielzeit wurde bei 10:29 angehalten.)                              |
| #3         | „Am weißen Geweih eines Hirsches bei meiner Jagdhütte hängt meine Patronentasche.“ – Unterschrift: Ludwig                                                              | Gesucht war erneut Ludwig II., der mehrere Jagdhütten hatte. Die gesuchte Hütte befand sich in der Bleckenau im Landkreis Schwangau, wo an der Außenfassade der obersten Etage ein Hirschgeweih angebracht war, woran die als Schatz gesuchte Patronentasche hing. (Die Restspielzeit wurde bei 00:11 angehalten.) |

### Folge 02: Dubrovnik
Das Suchgebiet befand sich rund um Dubrovnik im damaligen Jugoslawien, heute Kroatien. Reporter an Bord des Helikopters war Günther Jauch. (In den Archiven der ARD-Sender ist diese Rätselflugfolge nicht mehr als Videomaterial vorhanden.)

### Folge 03: Loreley
Das Suchgebiet befand sich rund um die Loreley in Rheinland-Pfalz. Pilot des Helikopters vom Typ Agusta-Bell AB-206B JetRanger III war erneut Günther Braun († 1993), Reporter an Bord war Günther Jauch. Die Kandidaten waren Liliana Palazzi und Willi Schmidt aus Zürich. Innerhalb der vorgegebenen Zeit von 45 Minuten wurden alle drei Rätsel gelöst.
| Rätseltext | Rätseltext | Lösung & Schatz |
| #1         | „In dem schrecklichen Kerker, in den mich der Graf und Zöllner des Rheins hinunterließ, finden Sie mein Gold.“ – Unterschrift: Ein Schiffer                  | Gesucht war die Burg Pfalzgrafenstein bei Kaub, die einst als Zollwache auf der Rheininsel Falkenau erbaut wurde. Dort befand sich ein neun Meter tiefes Verlies, in welches Günther Jauch per Seil herabgelassen wurde. Am Boden befand sich ein kleiner Lederbeutel, der einige Gold- und Kupfermünzen enthielt, die den gesuchten Schatz darstellten. (Die Restspielzeit wurde bei 33:44 angehalten.)                                               |
| #2         | „Katz und Maus sahen sie der weißen Fahne widerstehen, sich aber der Trikolore ergeben. In der "Uhr" finden Sie meine Pistole.“ – Unterschrift: Ein Kanonier | Gesucht war die Burg Rheinfels oberhalb von Sankt Goar, die von den beiden Burgen Katz und Maus aus eingesehen werden konnte. Am so genannten U(h)rturm, einem Torturm der Burg, befand sich ein verfallener Gang zu einem Innenraum. Dort war unter einer Fensternische eine alte zweiläufige Steinschlosspistole versteckt, die der gesuchte Schatz war. (Die Restspielzeit wurde bei 16:11 angehalten.)                                             |
| #3         | „Auf dem Bauwerk, das zwei enge Verwandte trennt, finden Sie deren Bögen.“                                                                                   | Gesucht waren die so genannten „feindlichen Brüder“, die Burgen Sterrenberg und Liebenstein bei Kamp-Bornhofen. Zwischen den beiden Wehranlagen befanden sich zwei „Streitmauern“, wo auf dem Wehrgang der Mauerkrone eines der beiden Bauwerke zwei Pfeilbögen platziert waren, die den gesuchten Schatz darstellten. Günther Jauch erreichte diese, indem er sich an eine Kufe des Helikopters hing. (Die Restspielzeit wurde bei 01:21 angehalten.) |

### Folge 04: Djibouti
Das Suchgebiet befand sich rund um Djibouti. Reporter an Bord des Helikopters war Bernhard Russi. (In den Archiven der ARD-Sender ist diese Rätselflugfolge nicht mehr als Videomaterial vorhanden.)

### Folge 05: Nordsee
Das Suchgebiet befand sich auf dem Frigg-Gasfeld des Mineralölunternehmens Elf Aquitaine in der Nordsee zwischen den Shetlandinseln und Norwegen. Reporter an Bord des Helikopters vom Typ Bell 214B Big Lifter war Bernhard Russi. Die Kandidaten waren Inge Windfelder und Egon Griesser aus München. Innerhalb der vorgegebenen Zeit von 45 Minuten wurden alle drei Rätsel gelöst.
| Rätseltext | Rätseltext | Lösung & Schatz |
| #1         | „Jim Spencer arbeitet immer unter Druck. Wenn Sie ihn gefunden haben, bitten Sie ihn, den Namen von Odins Frau aufzuschreiben.“ | Gesucht war ein Taucher namens Jim Spencer, der auf dem Schiff „Stena Protector“ arbeitete. Dieser schrieb den Namen der nordischen Göttin Frigg auf einen Zettel, wobei es sich bei dieser Notiz um den gesuchten Schatz handelte. (Die Restspielzeit wurde bei 26:33 angehalten.) |
| #2         | „Auf einer Plattform ohne Wellenbrecher muß Bernhard Russi den Christbaum No 1 schließen.“                                      | Als Fachbegriff „Christbaum“ war das Ventilsystem gesucht, über welches der Druck der Gasquelle gedrosselt werden konnte. Dieses befand sich auf der Bohrinsel „DP 2 Drilling Platform“, die nicht mit Wellenbrechern ausgestattet war. Nummer eins von insgesamt 24 Regelventilen musste per Handrad zugedreht werden, was als Schatz galt. (Die Restspielzeit wurde bei 14:36 angehalten.) |
| #3         | „Der Mann, der manchmal mit “Mutter Hubbard” arbeitet, wird Bernhard Russi einen seiner Kerne geben.“                           | Gesucht war ein Bohrmeißel auf der Plattform „North East“, wo Bernhard Russi durch einen Techniker ein Bohrkern als Schatz übergeben wurde. (Die Restspielzeit wurde bei 02:20 angehalten.) |

### Folge 06: Indien
Das Suchgebiet befand sich rund um Jaipur im indischen Bundesstaat Rajasthan. Reporter an Bord des Helikopters war Günther Jauch. Die Kandidaten waren Elke Büschel und Günther Braun († 1993), der zuvor als Helikopter-Pilot für die Rätselflug-Folgen Füssen und Loreley tätig war.
(In den Archiven der ARD-Sender ist diese Rätselflugfolge nicht mehr als Videomaterial vorhanden.)

### Folge 07: Felsenstadt Petra
Das Suchgebiet befand sich in der Region rund um die verlassene Felsenstadt Petra in Jordanien. Pilot des Helikopters vom Typ Aérospatiale SA.316B Alouette III war Hauptmann Sani von der jordanischen Armee, Reporter an Bord war Bernhard Russi. Die Kandidaten waren Andrea Klein und Klaus-Dieter Rebscher aus Darmstadt. Innerhalb der vorgegebenen Zeit von 45 Minuten wurden zwei der drei Rätsel gelöst.
| Rätseltext | Rätseltext | Lösung & Schatz |
| #1         | „Ein alter Beduine erzählt: du wirst meinen Dolch zwischen den beiden Säulen finden, die dir im selben Moment wie El-Jarah erscheinen, sobald du die Schlucht hinunter gehst.“                                      | Gesucht war das Schatzhaus Khazne al-Firaun, welches im oberen Bereich der Fassade eine Urne (El-Jarah) enthält und das gegenüber der Schlucht Siq liegt, welche als Eingang zur Felsenstadt gilt. Zwischen den beiden rechten Säulen des Felsengrabes war ein Dolch versteckt, der den gesuchten Schatz darstellte. (Die Restspielzeit wurde bei 23:28 angehalten.)                                                          |
| #2         | „Beim hochklettern entdeckte ich 200 Meter links vom Kloster, das früher OBODAS geweiht war, im Fels zwei Nabatäer mit ihren Kamelen. Von diesem Relief habe ich dort eine Zeichnung gemacht, die du finden musst.“ | Gesucht war Ad Deir, ein vermeintliches Kloster, welches wohl eher das Mausoleum des nabatäischen Königs Obodas I. war. Im Felsmassiv links davon befand sich das gesuchte Relief, wobei eine kleine Zeichnung der Darstellung im Geröll darunter versteckt und der gesuchte Schatz war. (Die Restspielzeit wurde bei 10:28 angehalten.)                                                                                      |
| #3         | „Im Land der Verheissung wirst du den Ort finden, wo der Bruder von Moses starb. Sein Kleid findest du in einer Ecke der Grabmoschee.“ – Siehe 4. Mose 20,22 ff                                                     | Gesucht war der Berg „Hor“, der heute als Dschabal Hārūn im Süden der Felsenstadt bekannt ist, der arabischen Schreibweise von Aaron, dem Namen des älteren Bruders von Moses. Dort befand sich in einer Nische der darauf befindlichen Moschee eine Kufiya, die der Schatz war. (Die Restspielzeit war abgelaufen, obwohl man sich zufällig am richtigen Ort befand. Im Nachhinein wurde der gesuchte Schatz dann entdeckt.) |

### Folge 08: Sri Lanka
Das Suchgebiet befand sich in der Zentralprovinz von Sri Lanka zwischen Dambulla und Sigiriya rund um den See von Kandalama. Pilot des Helikopters vom Typ Bell 206 war der Offizier Roger von der sri-lankischen Armee, Reporter an Bord war Günther Jauch. Die Kandidaten waren Sigrun Mantay und Eberhard Gunsölt aus München. Innerhalb der vorgegebenen Zeit von 45 Minuten wurden alle drei Rätsel gelöst.
| Rätseltext | Rätseltext | Lösung & Schatz |
| #1         | „Valagam Bahu konnte vor den Tamilen fliehen. Aus Dank überliess er seinen Zufluchtsort den Mönchen. Die huldigten dort ihrer Gottheit. Aber in der grössten der Höhlen stehen auch Vichnou und Saman, und zwischen diesen beiden finden Sie den Abdruck seines Siegels.“ | Gesucht war der größte von rund 80 Höhlentempeln in der Umgebung von Dambulla, in der König Valagamba Zuflucht vor den Tamilen fand. Darin befand sich zwischen den Statuen der Hindu-Götter Vishnu und Saman unter der Darstellung einer Kobra das gesuchte Siegel, welches der gesuchte Schatz war. (Die Restspielzeit wurde bei 26:42 angehalten.)                                         |
| #2         | „Vor dem Kampf mit Mogalana erhob ich mich von meinem Thron und warf voll Zorn meine Krone in die Mitte eines Ortes, der sie vielleicht für immer verborgen hält.“ – Unterschrift: Kassapa                                                                                | Gesucht waren die Ruinen einer ehemaligen Festung auf dem Magmablock eines erodierten Vulkans nahe Sigiriya, die Kassapa I. aus Furcht vor seinem Halbbruder Moggallana errichten ließ. In einer mit Wasser gefüllten Zisterne, die erhalten blieb, musste Günther Jauch nach der darin versteckten Krone tauchen, die den Schatz darstellte. (Die Restspielzeit wurde bei 06:03 angehalten.) |
| #3         | „Geblieben sind nur meine Pranken. Auf der rechten finden Sie eine Lotusblume.“ | Gesucht waren die Überreste einer aus dem Fels gehauenen Löwenstatue, die sich am Fuß des Nordhangs des als Löwenfelsen bekannten Monolithen aus dem vorigen Rätsel befand. Der Weg dorthin führte über steile Treppen und Leitern. Der Schatz war eine auf der rechten Pranke platzierte Lotusblume. (Die Restspielzeit wurde bei 00:12 angehalten.)                                         |

### Folge 09: St. Moritz
Das Suchgebiet befand sich rund um St. Moritz im Engadin in Graubünden. Pilot des Helikopters vom Typ Aérospatiale SA.315B Lama der HeliBernina AG war Ueli Bärfuss, Reporter an Bord war Bernhard Russi. Die Kandidaten waren Martina Schröer und Bernd Horné aus München. Als Besonderheit der Folge war den Rätseln jeweils ein Film- bzw. Bildbeitrag auf Videokassette beigelegt. Innerhalb der vorgegebenen Zeit von 45 Minuten wurden zwei von drei Rätseln gelöst.
| Rätseltext | Rätseltext | Lösung & Schatz |
| #1         | „Dieser Filmheld fiel bei Dreharbeiten in der Nähe von St. Moritz in eine Gletscherspalte. Bei dieser Szene verlor der Bergführer, der damals das Filmteam betreute, seinen Eispickel.“ | Auf dem Videoband war Roger Moore als James Bond im 007-Spielfilm Der Spion, der mich liebte zu sehen. Gesucht war der Morteratschgletscher, wo in einer der damaligen Gletscherspalten ein Eispickel platziert war, der den gesuchten Schatz darstellte. (Die Restspielzeit wurde bei 16:34 angehalten.) |
| #2         | „Auszug aus einem erfundenen Interview, das Henri Oreiller einer Sportzeitung gegeben haben könnte: “Um die Goldmedaille in einem Ski-Rennen zu gewinnen, ist jedes Detail wichtig, 500 Meter nach dem Start beginnt der Steilhang. Diesen Punkt habe ich mit einem Stock vor einem Felsen markiert.”“ | Auf dem Videoband waren Schwarzweiß-Aufnahmen zu sehen, die den Skiläufer Henri Oreiller zeigten, einem Sieger der Olympischen Winterspiele von 1948. Gesucht war die damalige Piste des Abfahrtslaufs im Skigebiet von Corviglia. Dort war an einem Felsen am Rand des Steilhangs ein Skistock deponiert, den Bernhard Russi auf Skiern erreichte und der der gesuchte Schatz war. (Die Restspielzeit wurde bei 04:22 angehalten.) |
| #3         | „Auszug aus der Fernsehserie "Heidi". Der Großvater ging durch sein Dorf um sein krankes Enkelkind zu besuchen. Was aber ist aus seiner Pfeife geworden?“ | Auf dem Videoband waren Szenen aus der Fernsehserie Heidi von 1978 zu sehen. Gesucht war die Heidihütte in St. Moritz, wo unter einer Sitzbank eine Tabakpfeife versteckt war, die der gesuchte Schatz gewesen wäre. (Die Restspielzeit war abgelaufen, zudem befand sich das Außenteam am falschen Ort. Im Nachhinein wurde der gesuchte Schatz dann entdeckt.)                                                                    |

### Folge 10: Nepal
Das Suchgebiet befand sich rund um Katmandu in Nepal. Reporter an Bord des Helikopters war Günther Jauch. (In den Archiven der ARD-Sender ist diese Rätselflugfolge nicht mehr als Videomaterial vorhanden.)

### Folge 11: Appenzell
Das Suchgebiet befand sich im Appenzellerland in der Schweiz, dort sowohl im Kanton Appenzell Ausserrhoden als auch im Kanton Appenzell Innerrhoden. Pilot des Helikopters vom Typ Bell 206B Jet Ranger der Rüdisühli Helitransport war Urs, Reporter an Bord war Günther Jauch. Die Kandidaten waren Eva-Maria und Tarras Mašić aus München. Innerhalb der vorgegebenen Zeit von 45 Minuten wurden zwei der drei Rätsel gelöst.
| Rätseltext | Rätseltext | Lösung & Schatz |
| #1         | „Mein “Freiheitssymbol”, das ich bei Herrn Böhm-Eugster vergessen habe, wird Günther Jauch neben jenem Ort finden, wo ich am letzten Sonntag im Monat April 1980 mein Stimmrecht ausgeübt habe.“ | Gesucht war der Landsgemeindeplatz in Trogen, wo in geraden Jahren Kantonswahlen stattfanden. Dort war bei dem im Ort bekannten Gastronomen Böhm-Eugster ein Degen deponiert, welcher der gesuchte Schatz war. (Die Restspielzeit wurde bei 32:32 angehalten.) |
| #2         | „Ein Käser erzählt: “Mein Dorf war früher für seine Molkenkuren bekannt. Als ich es verließ, habe ich meine “Harfe” an Ort und Stelle gelassen.”“ | Gesucht war ein Gerät namens “Harfe”, welches zum Umrühren der Molke bei der Käseherstellung diente. Jenes Werkzeug wurde Günther Jauch in einer Molkerei in Gais übergeben und war der gesuchte Schatz. (Die Restspielzeit wurde bei 17:17 angehalten.) |
| #3         | „Während der Talfahrt, genau in dem Moment, in dem die Kapelle auf meiner rechten Seite zu sehen war, mußte ich wegen einer technischen Panne aus der Luftseilbahn herausgeholt werden. Als ich den Boden berührte, verlor ich mein Lindauerli. Damit es Günther Jauch wieder finden kann, ist alles vorbereitet.“ | Gesucht war die Seilbahn an der Ebenalp. Auf der Fahrstrecke war auf Höhe der Höhlenkapelle Wildkirchli ein Lindauerli, eine typisch appenzellerische Tabakpfeife platziert, die den Schatz darstellte. Dazu wurde Günther Jauch in einen vorbereiteten Rettungssack gesteckt, der unter der Gondel der Seilbahn hing, um zum Ziel zu gelangen. (Die Restspielzeit war abgelaufen, obwohl man sich am richtigen Ort befand. Aufgrund der schlechten Wetterverhältnisse wurde der Schatz jedoch auch nachträglich nicht mehr geborgen.) |

### Folge 12: Sanaa
Das Suchgebiet befand sich rund um Sanaa im Jemen. Reporter an Bord des Helikopters war Bernhard Russi. (In den Archiven der ARD-Sender ist diese Rätselflugfolge nicht mehr als Videomaterial vorhanden.)

### Folge 13: Thatta
Das Suchgebiet befand sich rund um Thatta in der Provinz Sindh in Pakistan. Besatzung des Helikopters vom Typ Bell UH-1 waren drei Offiziere der pakistanischen Armee, Reporter an Bord war Günther Jauch. Die Kandidaten waren Elsbeth Pfenninger und Hansruedi Rierger aus Stäfa. Innerhalb der vorgegebenen Zeit von 45 Minuten wurden alle drei Rätsel gelöst.
| Rätseltext | Rätseltext | Lösung & Schatz |
| #1         | „93 Kuppeln machen eine Stimme hörbar. Auf der Kuppel die Mekka am nächsten liegt, finden sie eine Fahne.“                                                            | Gesucht war die Shah-Jahan-Moschee im Osten von Thatta, wo auf der westlichsten Kuppel eine rote Fahne mit weißem Halbmond deponiert war, die der gesuchte Schatz war. (Die Restspielzeit wurde bei 29:34 angehalten.) |
| #2         | „Blickt man von meinem Grab gen Westen sieht man eine von Säulen getragene Kuppel. Dort liegt im 5. Grab mein Schwert.“ – Unterschrift: Prince Sultan Ibrahim         | Gesucht war das Grab des Sultan Ibrahim von 1598/99 auf dem Makli-Hügel, einer riesigen Nekropole im Westen von Thatta. Rund 200 Meter westlich davon befand sich eine Grabstätte mit fünf Gräbern, wo an einem ein Krummsäbel versteckt war, welcher der gesuchte Schatz war. (Die Restspielzeit wurde bei 14:19 angehalten.)                                                               |
| #3         | „Nicht weit von meinem Mausoleum entfernt, liegt das Grab eines meiner Feldherrn. Ein Turban schmückt es und bewacht meinen Koran.“ – Unterschrift: Sultan Nizamuddin | Gesucht war das Mausoleum von Sultan Nizamuddin Shah, welches sich ganz im Norden der Makli-Nekropole befand, auf der sich das Außenteam gerade aufhielt. Nur wenige Meter davon entfernt befand sich ein Einzelgrab eines Militärchefs, welches mit einem Turban geschmückt war. Dort war ein Koran platziert, der der gesuchte Schatz war. (Die Restspielzeit wurde bei 02:12 angehalten.) |

## Sendedaten
| ARD-Erstausstrahlung | ARD-Erstausstrahlung | Sendung  | Sendung                                   | Sendung    | Sendung             | Einsfestival-Wiederholung | Einsfestival-Wiederholung |
| Datum                | Uhrzeit              | Folge    | Suchgebiet                                | Produktion | Helikopter-Reporter | Datum                     | Uhrzeit                   |
| DO, 22.07.1982       | 21:00                | Folge 01 | Füssen (Bayern) und Umgebung              | SDR        | Günther Jauch       | 08.09.2012 09.09.2012     | 16:45 14:15               |
| DO, 05.08.1982       | 21:00                | Folge 02 | Dubrovnik (Jugoslawien)                   | BR         | Günther Jauch       | -                         | -                         |
| DO, 19.08.1982       | 21:00                | Folge 03 | Loreley und Umgebung                      | SDR, BR    | Günther Jauch       | 03.11.2012 04.11.2012     | 16:20 14:00               |
| DO, 02.09.1982       | 21:00                | Folge 04 | Djibouti                                  | BR         | Bernhard Russi      | -                         | -                         |
| DO, 16.09.1982       | 21:00                | Folge 05 | Nordsee (Frigg-Gasfeld von Elf Aquitaine) | SDR        | Bernhard Russi      | 22.09.2012 23.09.2012     | 16:45 14:15               |
| DO, 21.10.1982       | 21:30                | Folge 06 | Jaipur (Rajasthan, Indien)                | BR         | Günther Jauch       | -                         | -                         |
| DO, 04.11.1982       | 21:30                | Folge 07 | Felsenstadt Petra (Jordanien)             | SDR, BR    | Bernhard Russi      | 29.09.2012 30.09.2012     | 16:45 14:15               |
| DO, 18.11.1982       | 21:30                | Folge 08 | Sri Lanka (Zentralprovinz)                | BR         | Günther Jauch       | 06.10.2012 07.10.2012     | 16:45 14:15               |
| DO, 02.12.1982       | 21:30                | Folge 09 | St. Moritz und Umgebung                   | SDR        | Bernhard Russi      | 13.10.2012 14.10.2012     | 16:45 14:15               |
| DO, 16.12.1982       | 21:30                | Folge 10 | Katmandu (Nepal)                          | BR         | Günther Jauch       | -                         | -                         |
| DO, 13.01.1983       | 21:30                | Folge 11 | Appenzell *                               | SDR, BR    | Günther Jauch       | 20.10.2012 21.10.2012     | 16:45 14:15               |
| DO, 27.01.1983       | 21:30                | Folge 12 | Sanaa (Jemen)                             | BR         | Bernhard Russi      | -                         | -                         |
| SO, 03.04.1983       | 17:45                | Folge 13 | Thatta (Pakistan)                         | SDR        | Günther Jauch       | 27.10.2012 28.10.2012     | 16:45 14:15               |

* Bei der Einsfestival-Wiederholung wurde die Folge "Appenzell" in Schwarzweiß ausgestrahlt, was auf das Alter des Archivmaterials zurückzuführen war, welches eine Wiedergabe in Farbe nicht mehr in ausreichender Qualität ermöglichte, und wobei auch deutliche Gebrauchsspuren gegen Ende des Bandes zu sehen waren.

## Andere Länder
In folgenden Ländern wurden ähnliche Staffeln gesendet:
- Belgien (RTBF), Kanada (SRC), Frankreich (A2), Luxemburg (RTL), Monaco (TMC) und der Schweiz (TSR/SSR) moderiert von Philippe de Dieuleveult unter dem Namen La chasse au trésor oder La Chasse aux trésors.
- Dänemark, Schweden und Norwegen unter Moderation von Johan Torén.
- Großbritannien (Channel Four), moderiert von Kenneth Kendall und Dermot Murnaghan unter dem Namen Treasure Hunt.
- Israel.
- Italien (RAI 1) unter Moderation von Jocelyn Hattab unter dem Namen Caccia al tesoro.
- Japan unter Moderation von Shinji Yamashita.
- Jugoslawien verwendete die französische Version mit serbo-kroatischen Untertiteln.
- Niederlande unter Moderation von Leo van der Goot unter dem Namen Op jacht naar de schat.
- Portugal (SIC und SIC-Gold), moderiert von Catarina Furtado unter dem Namen Caça ao tesouro.
- Spanien (NTVE) unter Moderation von Miguel de la Quadra-Salcedo unter dem Namen A la caza del tesoro.
- Südafrika.